# Vedea (Argeș)
Vedea é uma comuna romena localizada no distrito de Argeş, na região de Muntênia. A comuna possui uma área de  km² e sua população era de 3969 habitantes segundo o censo de 2007.